# Асыв-Чим
Асыв-Чим (Асучим, Асу-Чим) — река в России, течёт по территории Удорского района Республики Коми. Правый приток реки Чим.
Длина реки составляет 20 км.
Вытекает из болота около посёлка Ёдва. Течёт по лесной болотистой местности. Впадает в Чим на высоте 132 м над уровнем моря.

## Данные водного реестра
По данным государственного водного реестра России относится к Двинско-Печорскому бассейновому округу, водохозяйственный участок реки — Мезень от истока до водомерного поста у деревни Малонисогорская. Речной бассейн реки — Мезень.
Код объекта в государственном водном реестре — 03030000112103000046774.